# 東雲町 (泉大津市)
東雲町（しののめちょう）は、大阪府泉大津市にある地名。2025年現在、丁目のつかない単独町名である。

## 地理
泉大津市の中央部に位置する。北西は春日町、北東は二田町、南東は寿町・下条町、南西は旭町と接する。

## 歴史

### 沿革
- 1944年（昭和19年）、泉大津市宮・池浦の各一部より東雲町成立[5]。

## 世帯数と人口
2025年（令和7年）6月1日現在の世帯数と人口は以下の通りである。
| 丁目   | 世帯数    | 人口    |
| ------ | --------- | ------- |
| 東雲町 | 1,586世帯 | 3,412人 |

### 人口の変遷
国勢調査による人口の推移。
| 1995年（平成7年）  | 1,859人 | [ 6 ]  |  |
| 2000年（平成12年） | 2,620人 | [ 7 ]  |  |
| 2005年（平成17年） | 2,591人 | [ 8 ]  |  |
| 2010年（平成22年） | 2,953人 | [ 9 ]  |  |
| 2015年（平成27年） | 3,055人 | [ 10 ] |  |
| 2020年（令和2年）  | 3,073人 | [ 11 ] |  |

### 世帯数の変遷
国勢調査による世帯数の推移。
| 1995年（平成7年）  | 651世帯   | [ 6 ]  |  |
| 2000年（平成12年） | 944世帯   | [ 7 ]  |  |
| 2005年（平成17年） | 949世帯   | [ 8 ]  |  |
| 2010年（平成22年） | 1,068世帯 | [ 9 ]  |  |
| 2015年（平成27年） | 1,156世帯 | [ 10 ] |  |
| 2020年（令和2年）  | 1,229世帯 | [ 11 ] |  |

## 学区
市立小・中学校に通う場合、学区は以下の通りとなる。
| 番/番地等 | 小学校               | 中学校               |
| --------- | -------------------- | -------------------- |
| 1 - 10番  | 泉大津市立旭小学校   | 泉大津市立東陽中学校 |
| 11 - 15番 | 泉大津市立条南小学校 | 泉大津市立東陽中学校 |

## 事業所
2021年（令和3年）現在の経済センサス調査による事業所数と従業員数は以下の通りである。
| 町丁   | 事業所数  | 従業員数 |
| ------ | --------- | -------- |
| 東雲町 | 110事業所 | 1,298人  |

## 交通

### 道路
- 泉大津中央線

## 施設
- 泉大津市役所
- 東雲公園
- 泉大津変電所
- 南大阪聖書教会

## 郵便
- 郵便番号：595-0026[3]（集配局：泉大津郵便局[14]）。

## ギャラリー

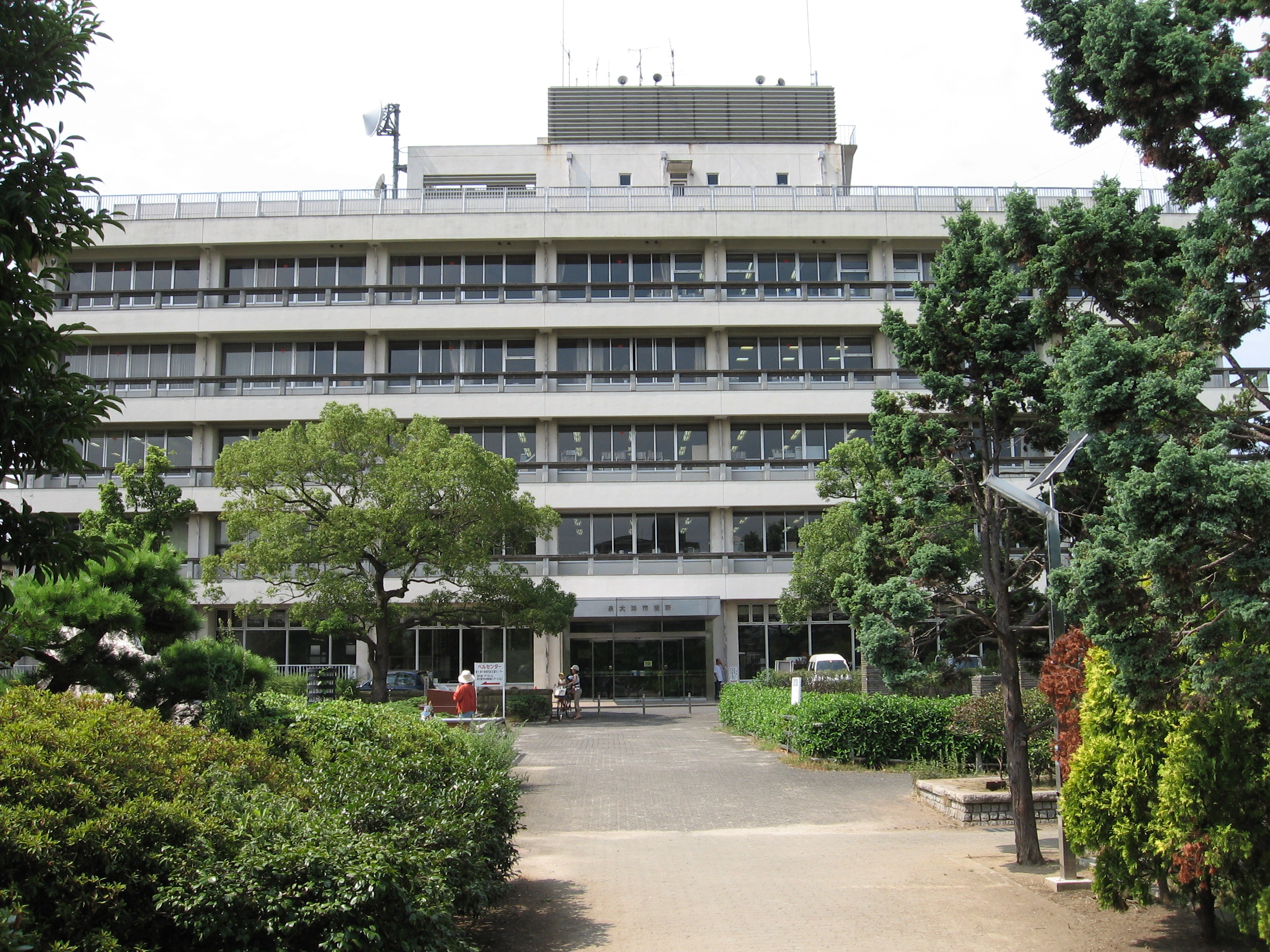
泉大津市役所